# Atrak
El río Atrak o Atrek (en persa: اترک‎) es un río del Asia Central que nace en la cordillera Kopet Dag, al noreste de Irán (37ºN, 59ºE), y fluye hasta desembocar en el sureste del mar Caspio, tras un recorrido de 669 km. En el último tercio de su recorrido el río marca la frontera entre Irán y Turkmenistán. Su principal afluente es el río Sumbar, de 245 km.
- Datos: Q283622
- Multimedia: Atrek River / Q283622